# Matyáš Kopecký
Matyáš Kopecký (* 19. Januar 2003 in Rotterdam) ist ein niederländisch-tschechischer Radrennfahrer, der für Tschechien an den Start geht.

## Sportlicher Werdegang
Kopecký wurde in den Niederlanden geboren und wuchs dort auf. Seine Mutter ist Niederländerin, der Vater Tscheche, wodurch er die doppelte Staatsbürgerschaft hat. Nachdem sich sein Bruder Tomáš für Tschechien entschieden hatte, folgte ihm auch Matyáš. Wie sein Bruder begann er seine Karriere im Cyclocross, wo er als Junior im Weltcup und in der Superprestige mehrfach unter die Top 10 kam. National wurde er 2021 auf der Straße Juniorenmeister im Straßenrennen und Vizemeister im Einzelzeitfahren.
Mit dem Wechsel in die U23 konzentrierte sich Kopecký ab der Saison 2022 auf den Straßenradsport. An Diabetes Typ 1 erkrankt, wurde er Mitglied im Team Novo Nordisk, zu dem nur Fahrer mit dieser Erkrankung gehören. Beim Prolog zur Bulgarien-Rundfahrt 2022 verpasste er als Zweiter nur knapp seinen ersten Sieg auf der UCI Europe Tour. 2023 belegte er bei den U23-Europameisterschaften den fünften Platz im Straßenrennen. Auch 2024 erzielte er zahlreiche Top-10-Platzierungen und festigte damit seine Position als stärkster Fahrer seines Teams.

## Familie
Matyáš Kopecký ist der jüngere Bruder von Tomáš Kopecký und der ältere Bruder von Julia Kopecký, die beide als Radrennfahrer in professionellen Radsportteams aktiv sind.

## Erfolge
2021
- Tschechischer Meister – Straßenrennen (Junioren)